# الزراعة في الأساطير الصينية

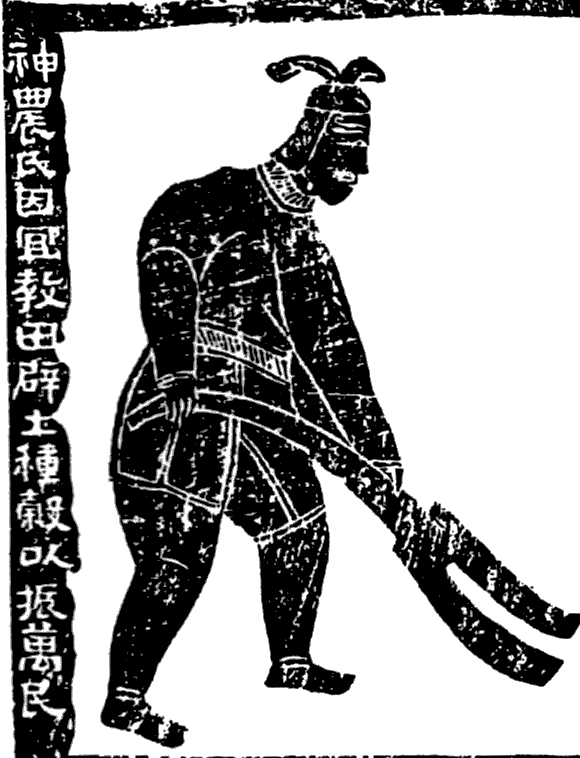
شينونج 2

الزراعة هي محور رئيسي في الأساطير الصينية، هناك الكثير من الأساطير حول إبتكار الزراعة التي قيلت أو كتبت في الصين. (يانغ، 2005:70). إنَّ الأساطير الصينية تعود لتلك الأساطير التاريخية والجغرافية التي وجدت في منطقة الصين. الكثير من الأساطير حول الزراعة مرتبط ابتكارها مع آلهة أو أبطال الحضارات الأسطورية مثل: شينونج، هوجي، هوتو وشوجون. وأشهرهم هو شينونج حسب ليهوي يانج (2005:70). وهناك أيضا الكثير من الأساطير الأخرى، مثل الأساطير التي ترتبط بالزراعة والتي تتضمن كيف تعلم الأنسان استخدام النار، الطبخ، رعاية الحيوانات واستخدام روث الحيوانات، واختراع مختلف أدوات الزراعة ولوازمها وتدجين مختلف أنواع النباتات مثل الزنجبيل والفجل، وتقييم واستخدام مختلف أنواع التربة، والري بالحفر الجيد. بالإضافة إلى اختراعات أسواق المزارعين. وهناك أساطير أخرى تتضمن الأحداث التي جعلت الزراعة ممكنة عن طريق تدمير عدد كبير من الشموس في السماء أو بإنهاء الفيضان العظيم.